# Alcides de Oliveira
Alcides de Oliveira Silva Neto (Rio de Janeiro, Brasil, 17 de janeiro de 1957) é um ex-jogador e treinador brasileiro de futebol.
Em sua fase de futebolista atuou como atacante.

## Trajetória

### como jogador de futebol
Foi treinado no Vasco da Gama, no Brasil, onde se estreou como jogador profissional de futebol no dia 10 de julho de 1976, em partida válida pelo campeonato carioca. Nesse time teve a oportunidade de jogar com Roberto Dinamite era considerado a figura máxima do clube na época. De lá passou por clubes como XV de Piracicaba, Americano e América-RJ.
Em 1981 foi contratado pelo Barcelona de Guayaquil onde foi campeão da Série A do Equador, significando seu primeiro título como jogador de futebol das Canárias, além de ser o segundo artilheiro do campeonato com 21 gols. Ele também marcou quatro gols. na liga. Copa Libertadores do mesmo ano.
Em 1982 com os toureiros foi o terceiro artilheiro com o mesmo número de gols da temporada anterior. Em 8 de agosto do mesmo ano na partida que seu time enfrentou o Aucas no Estádio Olímpico Atahualpa, aos 50 minutos ele lançou uma cobrança de falta que deixou o goleiro oriental Walter Pinillos inconsciente após acertá-lo na frente, então ele teve que ser retirado do campo em uma ambulância. Para a sorte de Olivera, o jogador de futebol se recuperou.
Sobre o que aconteceu expresso:
Eu pensei que ele estava morto! E pensei que não pode ser que uma bola possa matar uma pessoa. Fiquei assustado, porque a bola doeu antes dele chegar e tentar abraçá-la, e acertá-lo no rosto, em toda a testa. Ele se deitou. Fiquei preocupado e não fiquei calmo até que me deram a notícia de que Pinillos já havia se recuperado, no mesmo dia. Era uma situação preocupante.
No final dessa temporada com a chegada do seu compatriota Paulo César à equipa das Canárias e uma lesão o fez dar um passo para o lado para deixar definitivamente o clube e assinar pela Liga de Quito onde marcou 23 golos. Em seguida, foi para clubes como 9 de outubre, Emelec, Botafogo, Delfín, Tecnico Universitario, Macará e Panamá, este último em que encerrou a carreira no futebol.

### Como treinador
Ele treinou clubes equatorianos como a UTC que o levou na Série B. Em 2015 ele foi contratado como técnico do Fuerza Amarilla para treinar na Série B após a saída do brasileiro Janio Pinto. Em 2016, após ser promovido para a Série A, passou a liderar as categorias de base e depois para o time B.
De 11 de janeiro de 2017 a 18 de julho, foi o segundo técnico de Marcelo Fleitas e imediatamente interino, embora após a chegada de Reinaldo Merlo para salvá-lo do rebaixamento ele se tornou o segundo treinador em apenas um mês, desde o abandono de Merlo. o treinador principal, apesar do fato de que ele acabou rebaixado, o que o levou a deixar o clube no final da temporada.
Em 2018 ele foi contratado por Baldor Bermeo para competir na Segunda Categoria. No ano seguinte ele chegou ao La Unión.

## Clubes

### Como jogador de futebol
| Clube                  | Pais      | Ano       |
| ---------------------- | --------- | --------- |
| Vasco da Gama          | Brasil    | 1976      |
| XV de Piracicaba       | 1977      |           |
| Vasco da Gama          | 1978      |           |
| Americano              | 1979      |           |
| America-RJ             | 1980      |           |
| Vasco da Gama          | 1981      |           |
| Barcelona de Guayaquil | Equador   | 1981–1982 |
| Liga de Quito          | 1983      |           |
| 9 de Octubre           | 1984–1985 |           |
| Técnico Universitario  | 1986      |           |
| Botafogo               | Brasil    | 1986      |
| Emelec                 | Equador   | 1987      |
| Delfín                 | ?         |           |
| Macará                 |           |           |
| Calvi FC               |           |           |
| Panamá                 |           |           |

## Honras
| Título             | Clube                  | País    | Ano  |
| ------------------ | ---------------------- | ------- | ---- |
| Serie A de Ecuador | Barcelona de Guayaquil | Equador | 1981 |